# Styracosceles
Styracosceles is een geslacht van rechtvleugeligen uit de familie grottensprinkhanen (Rhaphidophoridae). De wetenschappelijke naam van dit geslacht is voor het eerst geldig gepubliceerd in 1936 door Hubbell.

## Soorten
Het geslacht Styracosceles omvat de volgende soorten:
- Styracosceles longispinosus Caudell, 1916
- Styracosceles neomexicanus Scudder, 1894
- Styracosceles oregonensis Caudell, 1916
- Styracosceles serratus Rehn, 1905